# Ura Ura Hime Akazukin
Ura Ura Hime Red Hood (うらうら姫赤ずきん UraUra Hime Akazukin?) es una serie de anime creado por Misato Mitsumi e ilustrraidas por Bkub Ōkawa,de temática parodiana.el manga fue iniciado en 2013 y consta de 7 tomos. Imaginaba de una niña para que entieda la imaginación.

## Agruemento
la protagonista, una niña de 7 años llamada Hime Takahashi,vaga por las calles del bosque con sólo una capa de color rojo, buscando hacer realidad su deseo, ser comida por Sr. Lobo para terminar con su vida "inmortal". Para conseguir esto, hasta es capaz de dejarse, aunque castiga a aquel con quien se topa si no es el Lobo.
Hime ha perdido todos sus recuerdos y ni siquiera sabe quien es ella. Así mismo, desconoce las razones por las cuales desea ser comida por Robo, simplemente es un deseo que surge desde las profundidades más oscuras de su mente.
Las criaturas del mundo están divididas en dos fuerzas.Sus amigos que ayudan a Hime en su búsqueda de Robo, y las personas que tratan de mantener lejos de Robo. Las personas de la iglesia y los discípulos de Dios intentan evitar que Hime cumpla su misión de encontrarse con Robo. Su razón para hacerlo consiste en que si es devorada por el, esto ocasionaría el fin del mundo y de la raza humana. Las personas cuyos orígenes son del inframundo ayudan a Hime a encontrar a Robo para que el destino del mundo sea la destrucción. Ellos actúan discretamente detrás de las sombras.

## Personajes
Hime Takahashi (高橋姫 Takahashi Hime?)
Seiyū:Yui Horie
Harumi Yukari (ゆかりはるみ Yukari Harumi?)
Seiyū:Sumire Uesaka
Robo (ロボ Robo?)
Seiyū:Nobuhiko Okamoto
Akari (あかり Akari?)
Seiyū:Kana Hanazawa
Misato Okamoto (岡本美里 Okamoto Misato?)
Seiyū:Kanae Itō
Inori Okamoto (岡本いのり Okamoto Inori?)
Seiyū:Nomico
Tanuki (タヌキ Tanuki?)
Seiyū:Emiri Katō
Asaki (浅木 Asaki?)
Seiyū:Ayana Taketatsu

## Música
Opening
- Kuromi Mocha TALALA (クロミモカタララ) por Kana Hanazawa,Nomico y Yui Horie (episodios 1-6,8-11)
- Red Ridding Hood (赤ずきん) por Sumire Satō (episodio 7)

Ending
- The End (終わり) por Hitomi Yaida (episodios 1-5,8-9,11)
- Happy Happy GO (ハッピーハッピーGO) por Kana Hanazawa,Nomico y Yui Horie (episodio 6)
- OH! Shynthia Mei (おお！ シンシアメイ) por Sumire Uesaka (episodio 10)

- Datos: Q110271082